# Avito Mariniano
Flavio Avito Mariniano (in latino Flavius Avitus Marinianus; fl. 423) è stato un politico dell'Impero romano d'Occidente durante il regno di Onorio.

## Biografia
Fu Prefetto del pretorio d'Italia e Africa e poi console nel 423.
Era marito di Anastasia e padre di Rufio Pretestato Postumiano (console nel 448), e forse anche di Rufio Vivenzio Gallo. Come il figlio Gallo dopo di lui, Mariniano aveva un settore riservato sul podio dell'Anfiteatro Flavio.
Aiutò papa Leone I a finanziare i restauri dell'antica basilica di San Pietro dopo che questa fu danneggiata da un incendio.